# 绢柳林忍冬
绢柳林忍冬（学名：Lonicera virgultorum）为忍冬科忍冬属的植物，是中国的特有植物。分布在中国大陆的云南等地，生长于海拔2,000米至2,500米的地区，多生长在灌木林中，目前尚未由人工引种栽培。